# بزرگراه داکا
بزرگراه داکا (انگلیسی: Dhaka Elevated Expressway) یا بزرگراه روگذر داکا (به بنگالی: ঢাকা উড়াল মহাসড়ک، تلفظ: داکا اورال مُهاشُروک) یک بزرگراه عوارضی کاملاً روگذر در داکا، پایتخت بنگلادش است. این جاده به طول ۱۹٫۷۳ کیلومتر (۱۲٫۲۶ مایل) که به عنوان اولین بزرگراه روگذر این کشور در نظر گرفته می‌شود، در سال ۲۰۲۳ به‌طور جزئی افتتاح شد. این بزرگراه فرودگاه بین‌المللی حضرت شاه‌جلال را به منطقه فارم‌گیت در تجگائون متصل می‌کند و ساخت‌وساز برای اتصال آن به بزرگراه داکا-چیتاگونگ ادامه دارد. هدف از ساخت آن افزایش ظرفیت ترافیکی در داخل و اطراف شهر داکا از طریق بهبود ارتباط بین بخش شمالی شهر با بخش‌های مرکزی، جنوبی و جنوب شرقی است.

## شرح مسیر
مسیر چهار خطه بزرگراه روگذر داکا در نزدیکی فرودگاه بین‌المللی حضرت شاه‌جلال در کاولا آغاز می‌شود و به موازات خط راه‌آهن از طریق تجگائون، مگ‌بازار، کمالاپور ادامه می‌یابد و در کوتوبخالی نزدیک جاتراباری در امتداد بزرگراه داکا-چیتاگونگ به پایان می‌رسد.
پس از تکمیل، این بزرگراه ۱۹٫۷۳ کیلومتری (۱۲٫۲۶ مایلی) دارای ۳۱ نقطه رمپ خواهد بود، که طول کل آن با احتساب این رمپ‌ها به ۴۶٫۷۳ کیلومتر (۲۹٫۰۴ مایل) می‌رسد. علاوه بر این، ۱۱ عوارضی در طول مسیر وجود خواهد داشت.
طبق مشخصات طراحی، محدودیت سرعت در این بزرگراه ۸۰ کیلومتر بر ساعت (۵۰ مایل بر ساعت) تعیین شده است. این بزرگراه به صورت عوارضی اداره می‌شود و برای هشت نوع وسیله نقلیه از جمله اتوبوس، مینی‌بوس، خودروهای سواری سدان، اس‌یووی، کامیون‌های خاص و وانت‌ها قابل دسترسی است. با این حال، تردد موتورسیکلت‌ها، اتوریکشاهای سی‌ان‌جی سوز و سایر سه‌چرخه‌ها، دوچرخه‌ها و عابران پیاده در این بزرگراه مجاز نیست.